# Delectopecten macrocheiricola
Delectopecten macrocheiricola is een tweekleppigensoort uit de familie van de Pectinidae. De wetenschappelijke naam van de soort is voor het eerst geldig gepubliceerd in 1951 door Habe.